# Euptychia hilara
Espèce
 Euptychia hilara est une espèce de lépidoptères (papillons) de la famille des Nymphalidae et de la sous-famille des Satyrinae et du genre Euptychia.

## Dénomination
Euptychia hilara a été décrit par Cajetan Freiherr von Felder et Rudolf Felder en 1867 sous le nom de Neonympha hilara.
Synonyme : Euptychia anacleta Butler, 1877.

### Nom vernaculaire
Euptychia hilara se nomme Tawny-cornered Satyr en anglais.

## Description
Euptychia hilara est un papillon au dessus beige.
Le revers est beige rayé de deux lignes ocre orangé, discale et postdiscale et d'une plage orange à l'aile antérieure vers l'angle interne. Une ligne d'ocelles comporte à l'apex de l'aile antérieure un ocelle noir cerclé de beige et pupillé comme à l'aile postérieure un gros ocelle proche de l'angle anal et deux petits proches de l'apex.

## Biologie

### Plantes hôtes
Les plantes hôtes de sa chenille sont des Selaginella comme pour les autres Euptychia connus.

## Écologie et distribution
Euptychia hilara est présent au Nicaragua, au Panama, au Costa Rica, en Colombie et en Équateur,.

### Protection
Pas de statut de protection particulier